# Liste der Monuments historiques in Vallières (Aube)
Die Liste der Monuments historiques in Vallières führt die Monuments historiques in der französischen Gemeinde Vallières auf.

## Liste der Immobilien
| Bezeichnung       | Beschreibung            | Standort          | Kennzeichnung | Schutzstatus | Datum | Bild           |
| ----------------- | ----------------------- | ----------------- | ------------- | ------------ | ----- | -------------- |
| Kirche St-Bénigne | aus dem 16. Jahrhundert | Grande rue (Lage) | PA00078290    | Inscrit      | 1926  | weitere Bilder |